# Vítor Viana
Vítor Viana (Rio de Janeiro, 23 de dezembro de 1881 — Rio de Janeiro, 21 de agosto de 1937) foi um advogado, jornalista e historiador brasileiro.
Filho de Ernesto da Cunha de Araújo e de Teresa de Figueiredo Araújo Viana.
Foi membro da Academia Brasileira de Letras, terceiro ocupante da cadeira 12, eleito em 11 de abril de 1935, recebido pelo acadêmico Celso Vieira em 10 de agosto de 1935.